# Saint-Julien-sur-Sarthe
Saint-Julien-sur-Sarthe és un municipi francès situat al departament de l'Orne i a la regió de Normandia. L'any 2007 tenia 662 habitants.

## Demografia

### Població
El 2007 la població de fet de Saint-Julien-sur-Sarthe era de 662 persones. Hi havia 292 famílies de les quals 92 eren unipersonals (20 homes vivint sols i 72 dones vivint soles), 104 parelles sense fills, 84 parelles amb fills i 12 famílies monoparentals amb fills.
La població ha evolucionat segons el següent gràfic:
Habitants censats

### Habitatges
El 2007 hi havia 368 habitatges, 291 eren l'habitatge principal de la família, 53 eren segones residències i 24 estaven desocupats. 345 eren cases i 21 eren apartaments. Dels 291 habitatges principals, 194 estaven ocupats pels seus propietaris, 93 estaven llogats i ocupats pels llogaters i 4 estaven cedits a títol gratuït; 3 tenien una cambra, 18 en tenien dues, 62 en tenien tres, 83 en tenien quatre i 125 en tenien cinc o més. 251 habitatges disposaven pel capbaix d'una plaça de pàrquing. A 129 habitatges hi havia un automòbil i a 112 n'hi havia dos o més.

### Piràmide de població
La piràmide de població per edats i sexe el 2009 era:
| Homes | Edats   | Dones |
| ----- | ------- | ----- |
| 0     | 95 o +  | 0     |
| 0     | 90 a 94 | 4     |
| 8     | 85 a 89 | 12    |
| 8     | 80 a 84 | 16    |
| 8     | 75 a 79 | 16    |
| 28    | 70 a 74 | 36    |
| 24    | 65 a 69 | 20    |
| 16    | 60 a 64 | 32    |
| 4     | 55 a 59 | 4     |
| 20    | 50 a 54 | 12    |
| 24    | 45 a 49 | 12    |
| 24    | 40 a 44 | 28    |
| 20    | 35 a 39 | 20    |
| 16    | 30 a 34 | 20    |
| 12    | 25 a 29 | 8     |
| 8     | 20 a 24 | 4     |
| 20    | 15 a 19 | 24    |
| 24    | 10 a 14 | 16    |
| 16    | 5 a 9   | 24    |
| 20    | 0 a 4   | 0     |

## Economia
El 2007 la població en edat de treballar era de 380 persones, 283 eren actives i 97 eren inactives. De les 283 persones actives 256 estaven ocupades (130 homes i 126 dones) i 27 estaven aturades (13 homes i 14 dones). De les 97 persones inactives 44 estaven jubilades, 18 estaven estudiant i 35 estaven classificades com a «altres inactius».

### Ingressos
El 2009 a Saint-Julien-sur-Sarthe hi havia 285 unitats fiscals que integraven 662 persones, la mediana anual d'ingressos fiscals per persona era de 16.079 €.

### Activitats econòmiques
Dels 27 establiments que hi havia el 2007, 1 era d'una empresa alimentària, 1 d'una empresa de fabricació d'elements pel transport, 1 d'una empresa de fabricació d'altres productes industrials, 6 d'empreses de construcció, 10 d'empreses de comerç i reparació d'automòbils, 1 d'una empresa d'hostatgeria i restauració, 2 d'empreses financeres, 4 d'empreses de serveis i 1 d'una empresa classificada com a «altres activitats de serveis».
Dels 9 establiments de servei als particulars que hi havia el 2009, 1 era un taller de reparació d'automòbils i de material agrícola, 1 taller d'inspecció tècnica de vehicles, 2 paletes, 1 fusteria, 2 electricistes, 1 perruqueria i 1 veterinari.
Dels 5 establiments comercials que hi havia el 2009, 1 era un hipermercat, 2 grans superfícies de material de bricolatge, 1 una botiga de menys de 120 m² i 1 una fleca.
L'any 2000 a Saint-Julien-sur-Sarthe hi havia 29 explotacions agrícoles que ocupaven un total de 816 hectàrees.

## Poblacions més properes
El següent diagrama mostra les poblacions més properes.